# Ernst Heilemann

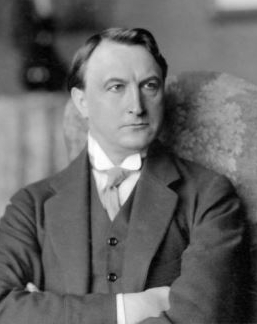
Ernst Heilemann (um 1908)

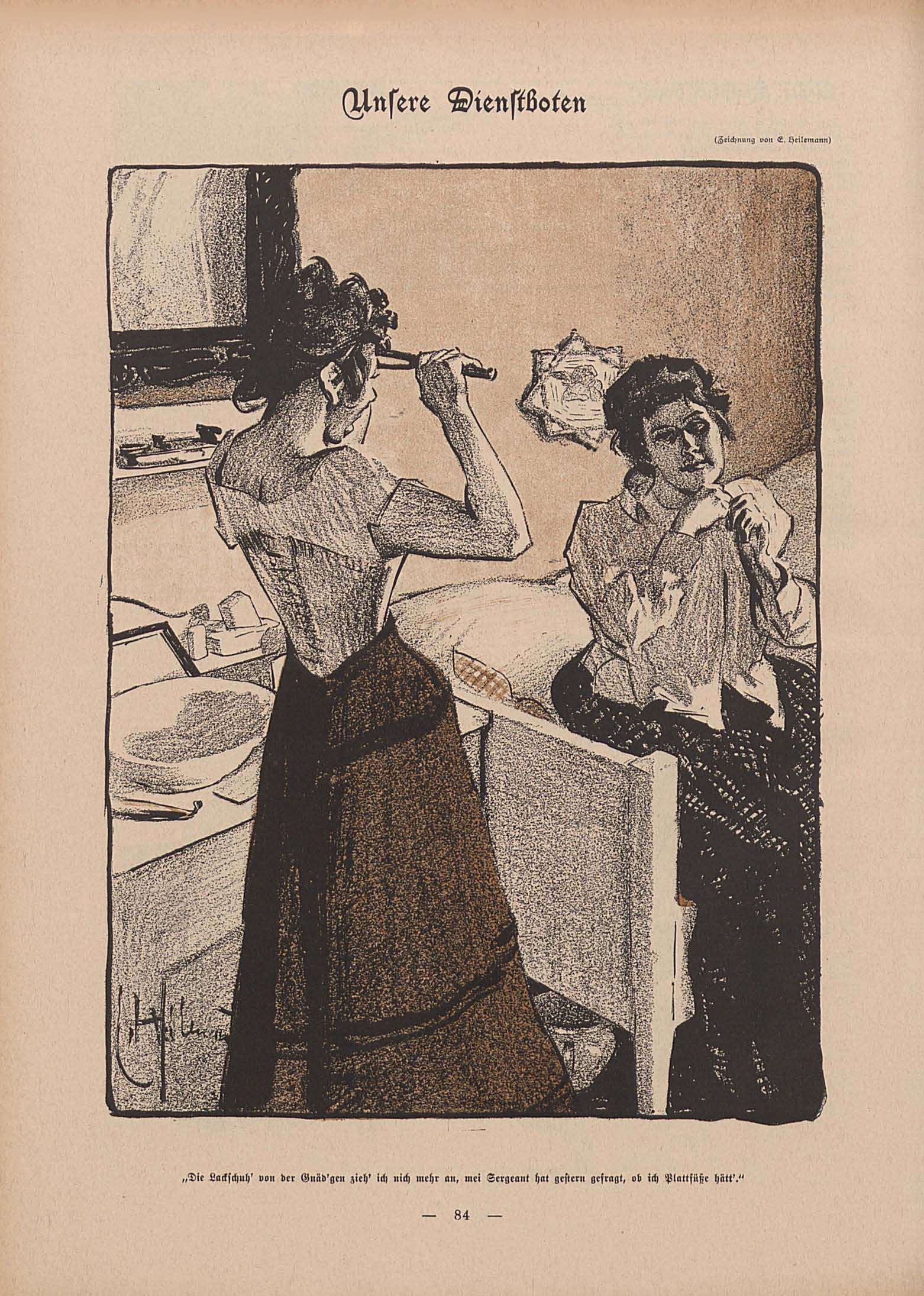
Bild aus Simplicissimus, 1901

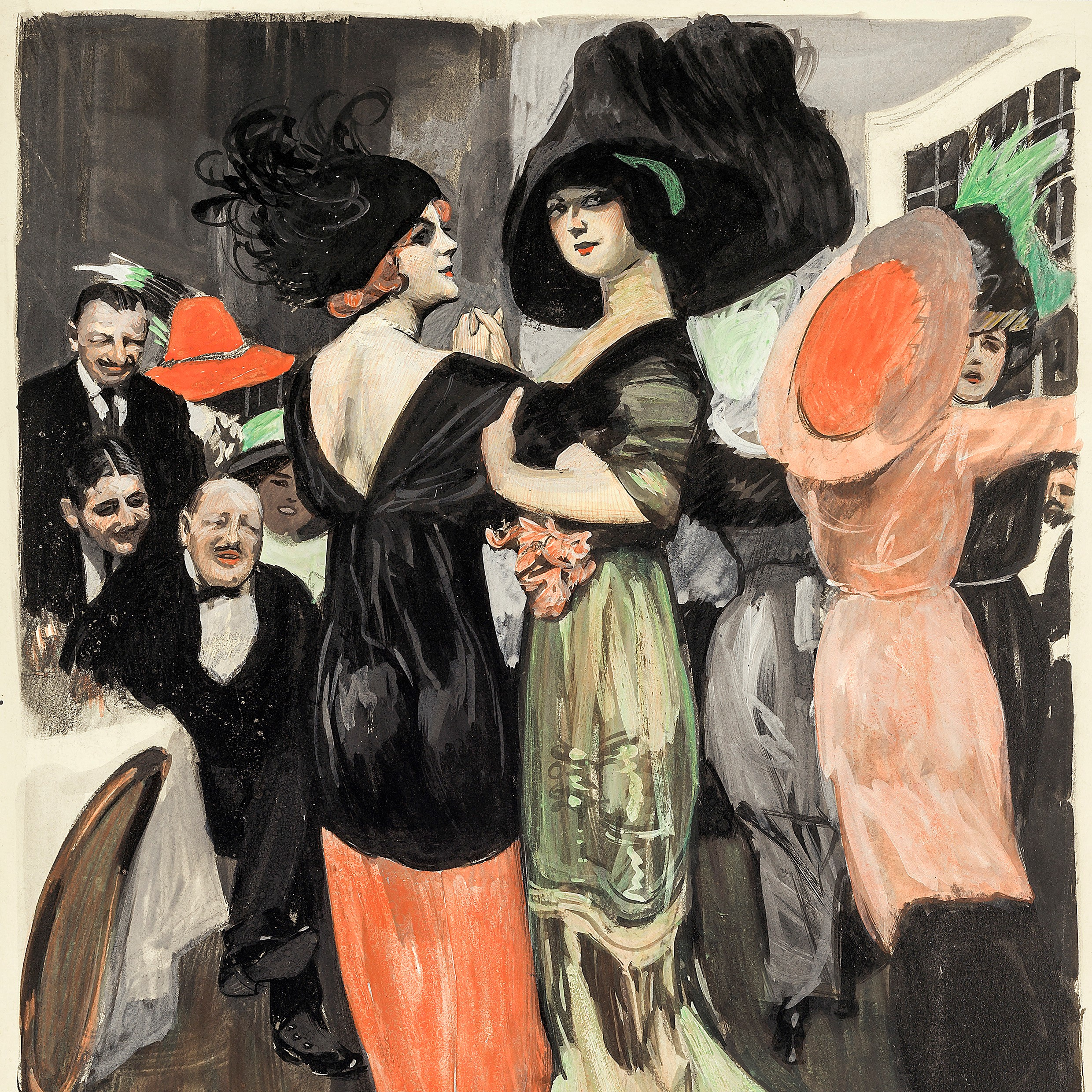
Ernst Heilemann: Berlin s'amuse, 1911

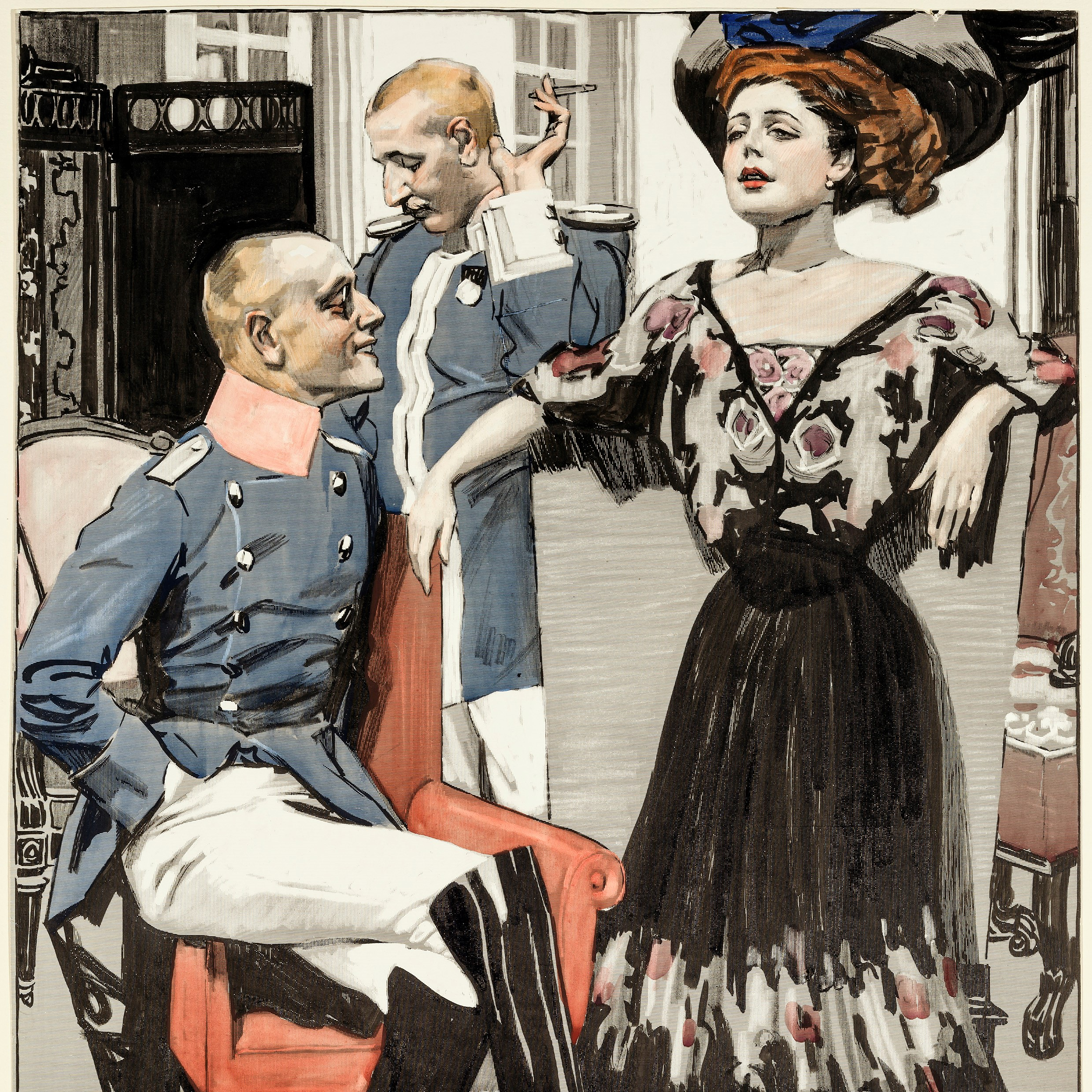
Ernst Heilemann: Milliardäre, 1908

Ernst Heilemann (geboren 8. August 1870 in Berlin; gestorben 9. April 1936 in Kitchener, Ontario) war ein deutscher Maler und Zeichner, Graphiker und Karikaturist, der für seine „humorvollen Texte mit ihren kleinen Anzüglichkeiten“ bekannt war.

## Biografie
Heilemann studierte kurz an der Akademie der Künste in Berlin und schulte sich dann autodidaktisch auf Studienreisen durch Italien, Frankreich, Großbritannien und Nordamerika weiter. Anschließend arbeitete er in Berlin als Zeichner für die Zeitschriften Jugend,
die Meggendorfer Blätter, die Lustigen Blätter und den Simplicissimus. Er wohnte am Schleswiger Ufer 17.

„Im Schaffen des Berliner Künstlers gab es zwei Schwerpunkte. Im Winter waren dies Werke zum Berliner Karneval und im Sommer solche, die sich thematisch dem Badeleben in Bansin widmeten.“

Sein lockerer und zugleich photographisch genauer Malstil hat einen hohen Wiedererkennungswert. Beim Simplicissimus, für den er zwischen 1898 und 1912 fast 190 Zeichnungen lieferte, trat er damit in die Fußstapfen des früh verstorbenen Ferdinand von Rezniček. Warum die Zusammenarbeit mit dieser Zeitschrift nicht anhielt, ist unbekannt. Wie Rezniček stellte Heilemann das mondäne großstädtische Leben in lasziven Situationen dar und war damit ein Chronist der rauschenden Feste Berlins. Er verstand es, insbesondere seinen Frauenporträts eine besondere Ausstrahlung zu geben. Daneben war er auf die großbürgerliche Sommerfrische in den Seebädern der Ostsee spezialisiert. Schon vor dem Ersten Weltkrieg hielt er sich im Sommer regelmäßig in Bansin an der Ostsee auf. 1922 erwarb er dort eine Villa.
Er war befreundet mit den Künstlern Ignatius Taschner, dessen Totenmaske er abnahm, und Eduard Thöny, den er porträtierte.
Neben seinen Illustrationen – auch für Buchverlage wie Hans Bondy, Berlin, S. Fischer und den Ullstein Verlag arbeitete er als Figuren-, Bildnis- und Landschaftsmaler. 1905 war er auf der Biennale von Venedig vertreten. Ernst Heilemann war Mitglied im Deutschen Künstlerbund. 1926–1936 war er Mitglied im Verein Berliner Künstler.
Heilemann fertigte im Mai 1929 eines von mehreren Porträts von Adolf Hitler an, der dafür sein Atelier aufsuchte.

## Werke (Auswahl)
Im Buch Das Narrenrad sind Zeichnungen des Künstlers neben frühen Werken von Lyonel Feininger zu finden.
- Die Berliner Pflanze, München: Albert Langen 1908
- Hurra! Manöver-Album. Manöverbilder von Heilemann, Gestwicki, Finetti etc. Berlin, vor 1914
- Onkel Sam, der Friedensfreund. Lustige Kriegsbilderbogen Nr. 3. Berlin-Schöneberg: Vereinigte Kunstinstitute, 1915
- Rideamus (d. i. Fritz Oliven): Berliner Bälle. Mit Bildern von Ernst Heilemann. Berlin: Harmonie, ca. 1916

Zeichnungen in der Staatlichen Graphischen Sammlung München und dem Wilhelm-Busch-Museum, Hannover.

## Galerie

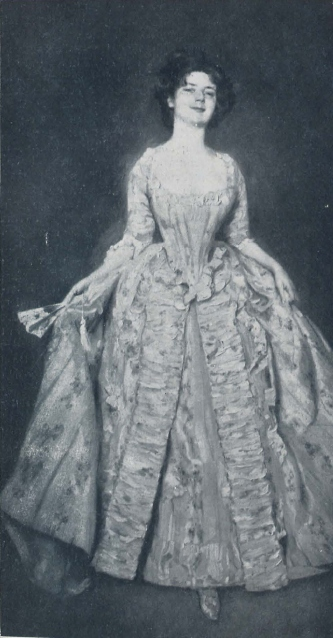
Portrait der Frau Stutz
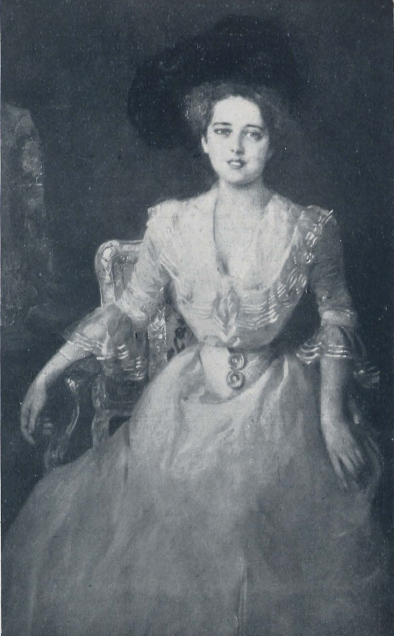
Comtesse Beroldingen
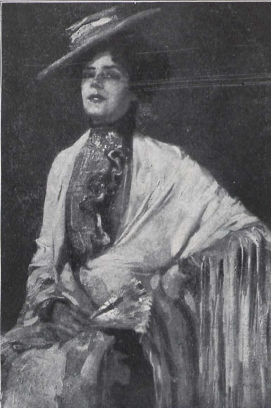
Spanische Zigeunerin
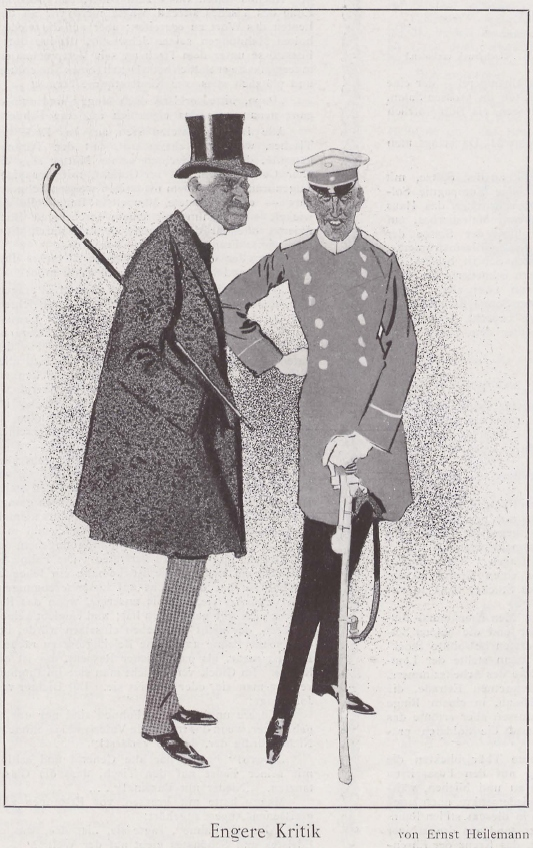
Karikatur Engere Kritik.